# Économie de la Géorgie
L'économie de la Géorgie est aujourd'hui une économie de marché, ouverte aux pays étrangers en termes d'importations, d'exportation et d'investissements.

## Généralités
Dotée d'une balance commerciale structurellement déficitaire, la Géorgie table sur le tourisme, le développement de ses exportations (vins et eaux minérales en particulier) et les couloirs qu'elle représente pour l'acheminement des hydrocarbures d'Est en Ouest de la mer Caspienne vers l'Europe, et plus accessoirement du Nord au Sud entre la Russie et l'Arménie. Les pays d'Asie (Chine, Japon et Turquie) supplantent les pays de l' ex-URSS (Arménie, Azerbaïdjan, Russie et Ukraine) dans les échanges commerciaux, les pays de l'Union européenne (principalement Allemagne, Bulgarie, voire Roumanie) formant un troisième groupe de partenaires. Le Produit intérieur brut par habitant a atteint 3 852 dollars en 2016.
En 2020, quelque 20 % des Géorgiens vivent encore sous le seuil de pauvreté (selon la Banque mondiale), les ouvriers et employés gagnent généralement moins de 800 laris (218 euros) et le taux de chômage approche les 20 %. Le très faible niveau de protection sociale expose les salariés à la perte de leur emploi du jour au lendemain sans compensation.

## Histoire

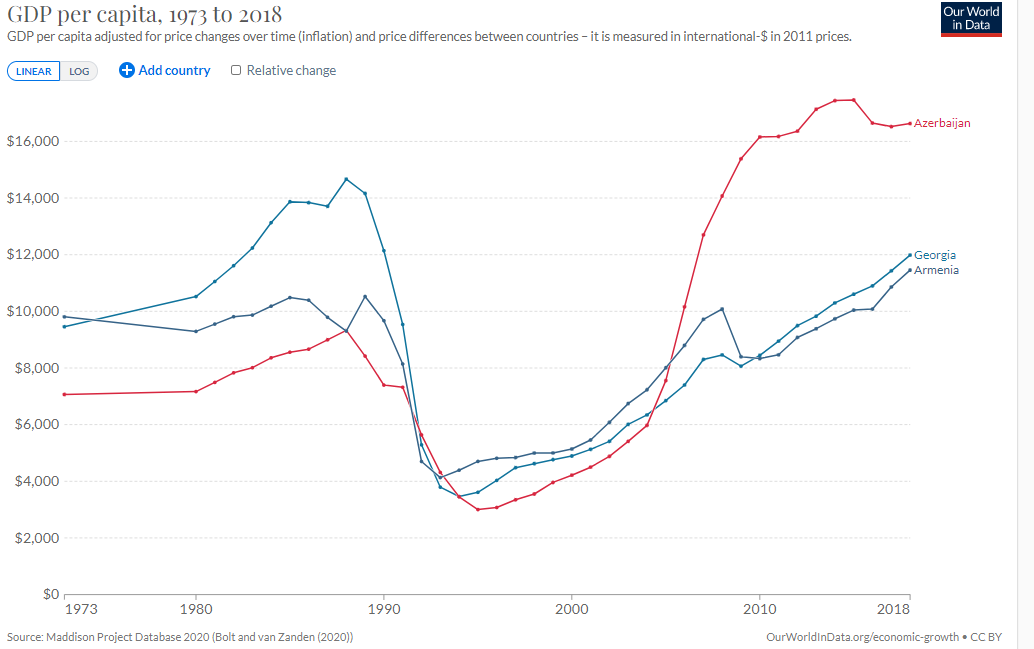
Évolution du PIB par habitant en Azerbaïdjan, en Arménie et en Géorgie.

La transition à partir d'une économie collectivisée datant de l'Union soviétique s'est opérée dès l'année 1991 et s'est accélérée après la révolution des Roses. Les réformes libérales engagées ont été parfois drastiques, avec des privatisations menées en grande partie par un ministre de l'économie au profil particulier, Kakha Bendoukidze, ex-oligarque russe, en poste de juin 2004 à janvier 2008, ainsi qu'une réduction importante du nombre de formalités administratives pour les entreprises. Au cours de la période, le nombre d'entreprises a été multiplié par quatre. Les multiples ministres qui lui ont succédé et le changement de majorité parlementaire survenu en 2012 n'ont pas infléchi cette politique économique.

## Indicateurs

### investissements étrangers
Les investissements directs étrangers ont crû de 449,8 millions de dollars en 2005 à 2 014,8 millions de dollars en 2007, pour chuter à 658,4 millions de dollars en 2009 et se stabiliser entre 1.600 et 1.800 millions de dollars de 2014 à 2016 : la crise bancaire et financière de 2007 à 2009 et la guerre russo-géorgienne d'août 2008 ont eu des conséquences négatives sur cet aspect de l'économie géorgienne.

### PIB
La croissance du Produit intérieur brut qui atteignait une moyenne de 9 % entre 2004 et 2008, s'est ensuite stabilisée entre 6 et 7 % de 2010 à 2012, pour décroître et atteindre 2,7 % en 2016. Pour l'année 2016, la structure du PIB était la suivante,
- Industrie : 25,1 %
- Immobilier, location et activité commerciale : 16,9 %
- Commerce: 12 %
- Construction: 11,7 %
- Transport et communication : 9,1 %
- Agriculture et pêche : 8,1 %

### Emploi, chômage
Le nombre de personnes bénéficiant d'un emploi oscille autour de 2 millions, 2.203.900 en 2005 et 2.021.500 en 2015 selon l'Office national des statistiques de Géorgie. Le taux de chômage diminue lentement, 16,8 % en 2008, 12 % en 2015.

## Classements mondiaux

### Doing Business
La Banque mondiale place la Géorgie au 16e rang de son classement mondial Doing Business 2016, classement qui évalue l'économie de 190 pays selon la facilité à y créer et à y faire prospérer une entreprise : la Géorgie progresse de plus de 120 places en une décennie.

### Transparency International
Transparency International place la Géorgie au 44e rang sur les 176 pays engagés dans la lutte contre la corruption.

## Secteurs économiques

### Agriculture
L'un des fleurons de l'agriculture géorgienne est la viticulture, exportatrice et source de devises : la méthode ancestrale du kvevri produit des vins particuliers -dits parfois orange- à partir de plusieurs centaines de cépages comme l'odjaleschi inconnus en Europe. les cultures de thé et de noisettes sont également sources d'exportation.

### Énergie
L'électricité est produite par de nombreux barrages hydroélectriques comme ceux de l'Inguri et du Khudoni:
- Production : 7,97 milliards de kilowattheures (2008)
- Consommation : 6,902 milliards de kilowattheures (2008)
- Exportations : 628 millions de kilowattheures (2007)
- Importations : 430 millions de kilowattheures (2007)

Le transit du pétrole de la mer Caspienne est assuré par différents oléoducs comme celui de Bakou à Soupsa, celui de Bakou à Batoumi ou celui de Bakou à Ceyhan par Tbilissi. En 2009, la production nationale, faible, était de 995 barils par jour, la consommation de 13 000 barils par jour.
Le transit du gaz de la mer Caspienne est assuré par différents gazoducs dont celui de Bakou à Erzerum par Tbilissi. En 2008, une production nationale, faible, dégageait 8 millions de mètres cubes, la consommation était de 1,73 milliard de mètres cubes.

### Finance
La monnaie géorgienne est le lari : sa lente dévaluation (- 22 % entre 2012 et 2016) a grevé le pouvoir d'achat moyen des Géorgiens.
La banque centrale géorgienne, Banque de Géorgie, a son siège à Tbilissi.

### Industrie
- Les eaux minérales de Borjomi constituent la principale activité agro-alimentaire.
- Soie, bois, tabac, métaux, cuir, savon, mines, alcool.

### Tourisme
Le tourisme est une composante importante de l'économie de la Géorgie. Le tourisme international est en croissance rapide. En 2015, cette activité employait 158 500 personnes, produisant 6,7 % du PIB, fournissant des revenus de 1,94 milliard de dollars, soit 8,3 % de plus qu’en 2014.
Les dépenses des visiteurs étrangers ont un impact déterminant sur la balance des paiements, et environ 61,4 % des revenus de l'exportation de services de la Géorgie proviennent du tourisme.

### Transports
Le corridor transcaucasien a initialement constitué une branche de la route de la soie par laquelle les caravanes gagnaient l'Europe à partir de l'Asie. Au début du XXe siècle il a permis la construction des premiers oléoducs acheminant le pétrole de Bakou. Au début du XXIe siècle il accueillit de nouvelles infrastructures pour le transport des hydrocarbures de la Caspienne vers l'Europe, par la Turquie. Il est aujourd'hui privilégié par la Chine — soucieuse de disposer d'une alternative évitant tant la Russie que l'Iran — pour le transport de marchandises, via le Kazakhstan et le Turkménistan, la mer Caspienne, l'Azerbaïdjan, la Géorgie et la Turquie, avant d'atteindre l'Europe,,,,. 

#### Transport ferroviaire
La ligne Bakou-Tbilissi-Kars constitue la branche alternative de la nouvelle route de la soie : elle a été inaugurée le 30 octobre 2017 avec le soutien de la Chine. 

#### Transport maritime
Si les ports de Batoumi et de Poti sont les ports historiques de la Géorgie, un projet de port en eaux profondes est lancé à Anaklia, avec également l'aide la Chine : il permettra d'accueillir les porte-conteneurs transitant d'Est vers l'Ouest et vice-versa. 

#### Transport aérien
Parmi les compagnies de transports aériens privés peuvent être citées Georgian Airways qui dessert en particulier l'Europe, Georgian International Airlines et Fly Georgia.

## Contexte social

### Pauvreté
La pauvreté subsiste sur le territoire géorgien d'une manière hétérogène entre les agglomérations urbaines (18,6 % des habitants de Tbilissi vivaient avec moins de 2,5 dollars par jour en 2014) et les zones rurales (51,9 % des habitants étaient dans le même cas, la même année, dans la région administrative de Kartlie intérieure).

### Personnalités du monde des affaires
La libéralisation de l'économie et les privatisations menées de pair, ont encouragé la création d'un milieu d'affaires international. Ainsi, les personnalités impliquées ont souvent conservé une partie de leur activité en Géorgie ; parfois, elles sont entrées en politique, ou ont soutenu des partis politiques géorgiens. Elles œuvrent aujourd'hui indifféremment dans d'autres pays comme la Russie, les États-Unis, la Grande-Bretagne, la Turquie ou Israël, sous leur nom d’origine ou sous des patronymes modifiés.
Plus d’une dizaine d’entre elles peuvent être recensées, et quelques-unes apparaissent –ou sont apparues– dans les classements mondiaux de fortune personnelle comme Kakha Bendoukidze (1956-2014), Ivane Chkhartishvili, Alexandre Ebralidze, Amiran Giorgadze, Kote Gogelia, David Yakobashvili, Bidzina Ivanichvili, Kibar Kalvashi, Bezo Khardziani (?-2015), Mikheil Khubutia, Davit Kodua, Tamaz Nizharadze, Lasha Papashvili, Badri Patarkatsishvili (1955-2008), Temur Sepiashvili (dit Tamir Sapir), Levan Vasadze.
Le magazine Forbes en mentionne trois dans son classement 2016, Bidzina Ivanichvili, en Géorgie, pour 4,5 milliards de dollars, Tamir Sapir, aux Etats-Unis, pour 1,4 milliard de dollars, David Yakobishvili, en Russie, pour 1,2 milliard de dollars.

### Facteur migratoire
Sans qu'une corrélation chiffrée puisse être établie, la liberté de circulation des personnes et la situation économique difficile de la Géorgie ont conduit à un flux migratoire qui ne s'est pas tari depuis une dizaine d'années. Plus globalement la Géorgie a perdu 642 000 habitants entre le recensement de 2002 et celui de 2014.

## Chambres de commerce
- Georgian Chamber of Commerce and Industry[38]
- American Chamber of Commerce in Georgia[39]
- Chambre de commerce et d'industrie France-Géorgie[40]
- Israel-Georgia Chamber of Business
- British Georgian Chamber of Commerce[41]